# Шарпантье, Александр
Александр-Луи-Мария Шарпантье (фр. Alexandre-Louis-Marie Charpentier; 10 июня 1856, Париж — 4 марта 1909, Нейи-сюр-Сен) — французский скульптор, живописец, художник-график и медальер. Декоратор, мастер оформления жилого интерьера и проектировщик мебели в стиле ар-нуво.

## Жизнь и творчество
Сын рабочего, Александр Шарпантье поступил учеником к ювелиру, затем к медальеру, где познакомился с техникой работы в скульптуре и барельефе. Увлёкшись более всего скульптурой, Шарпантье поступил в Школу изящных искусств, но из-за материальных трудностей был вынужден продолжить обучение гравированию медалей. С 1871 по 1876 год он был учеником в гравировальной мастерской Юбера Понскарма.
Позднее сам преподавал в Академии Витти. Рельеф работы А. Шарпантье «Стрелок из лука» (Tireur d’arc) был выставлен в Парижском салоне 1879 года. Это произведение приобрёл Александр Дюма. В 1890 году Шарпантье выставлял свои работы в Салоне «Обществa XX», или «Свободная эстетика» в Брюсселе вместе со своими друзьями неоимпрессионистами, такими как Максимилиан Люс, Камиль Писсарро, Поль Синьяк.
Шарпантье был другом скульптора Константина Менье и вошёл в круг художественной и литературной богемы. Он сотрудничал в «Свободном театре Андре Антуана», для которого разрабатывал программы и создавал портреты сотрудников в виде медальонов.
Именно Александр Шарпантье разработал оформление интерьера, а также рекламные плакаты и буклеты знаменитого парижского кабаре «Чёрный кот» (le Chat noir).
Автор многих медалей и медальонов с изображениями известных деятелей французской общественной, культурной и политической жизни, он занимался также обустройством интерьеров парижских особняков. Александр Шарпантье был близким другом композитора Клода Дебюсси, который посвятил ему одну из пьес из второй книги «Образов» для фортепиано — «Колокола сквозь листья».
В июне 1899 года стал членом «Нового общества живописцев и скульпторов» (la Société nouvelle de peintres et de sculpteurs), а в марте 1900 года состоялась первая коллективная выставка общества в галерее Жоржа Пети в Париже.
Шарпантье, открытый всем видам искусства и мастер на все руки, помог изменить иерархию между так называемыми высшими и низшими видами искусства и привлечь внимание к декоративно-прикладному искусству, присоединившись в 1896 году к группе художников под названием «Пятерка» (Les Cinq), в которую входили Феликс Альбер Антим Обэр, Анри Нок, Шарль Плюме и Франсуа-Руперт Карабен. В 1898 году эта группа преобразовалась в движение «Искусство во всём» (L’Art dans Tout).
Всегда увлеченный декоративным искусством, в 1896 году Шарпантье выставил на улице Комартен в Париже «предметы, предназначенные для служения, предметы повседневного пользования, являющиеся произведениями искусства». Один из его плакатов, «Grande Tuilerie d’Ivry», воспроизведён в сборнике Жюля Шере «Мастера афиши» (Les Maîtres de l’affiche).
Александр Шарпантье открыл несколько мастерских по изготовлению мебели, проектировал многие комплекты мебели для жилого интерьера и получил большой приз на Всемирной выставке 1900 года в Париже. Он принимал участие в оформлении виллы Мажорель в Нанси и декорировал столовую в стиле модерн в доме банкира Адриена Бенара на его вилле в Шампросе. Эта коллекция находится ныне в экспозиции Музея Орсе.
За заслуги художник был награждён Орденом Почётного легиона. Скончался 4 марта 1909 года в своём доме по адресу улица Боргез, дом 117, в Нейи-сюр-Сен и был похоронен на кладбище Сент-Уэн.
В январе — апреле 2008 года в этом парижском музее Орсе была организована большая ретроспективная выставка работ Александра Шарпантье.

## Галерея

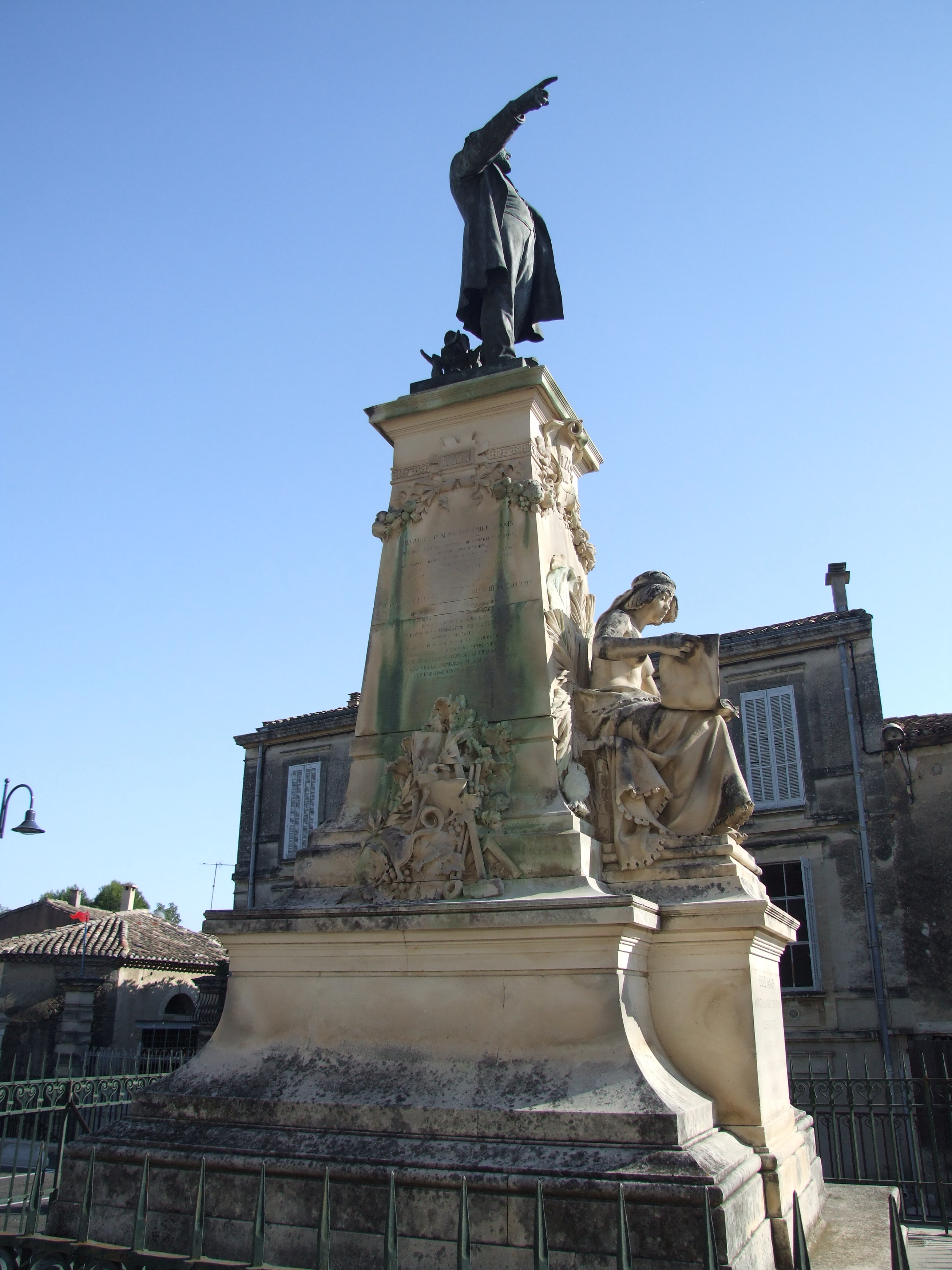
Памятник Эмилю Жаме в Эг-Виве
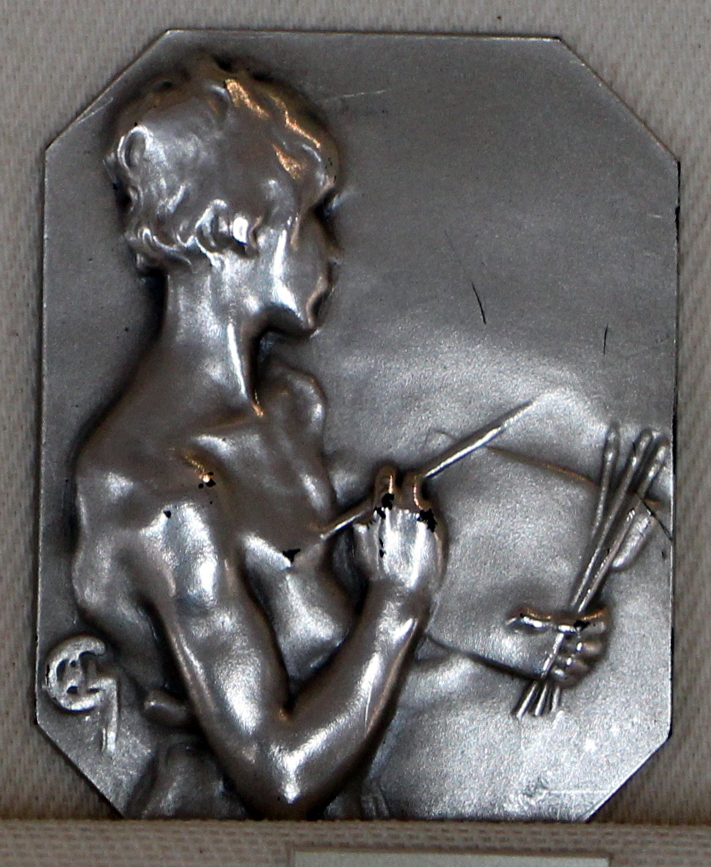
Живопись. 1896. Пинакотека Сан-Паулу, Бразилия
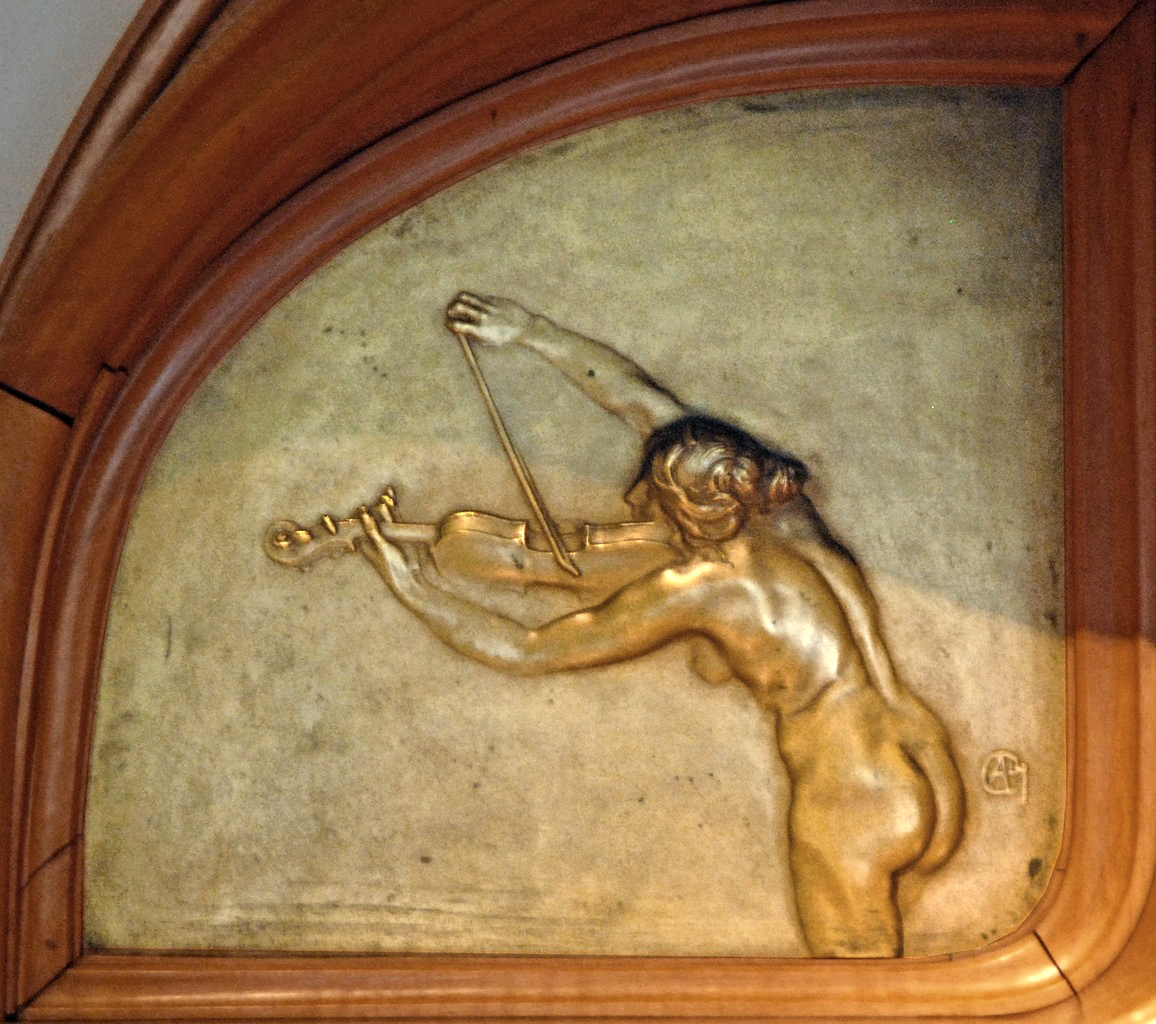
Женщина, играющая на скрипке. Ок. 1900. Бронза. Музей декоративного искусства, Париж
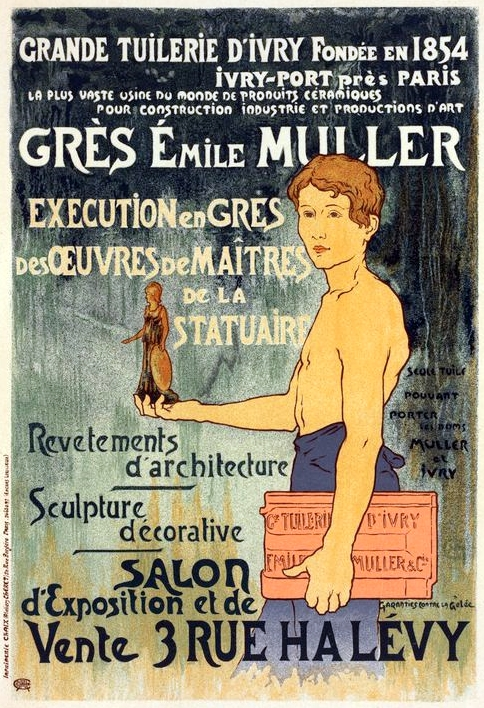
Плакат выставки изделий из керамики компании Эмиля Мюлле. 1897. Париж (1897)
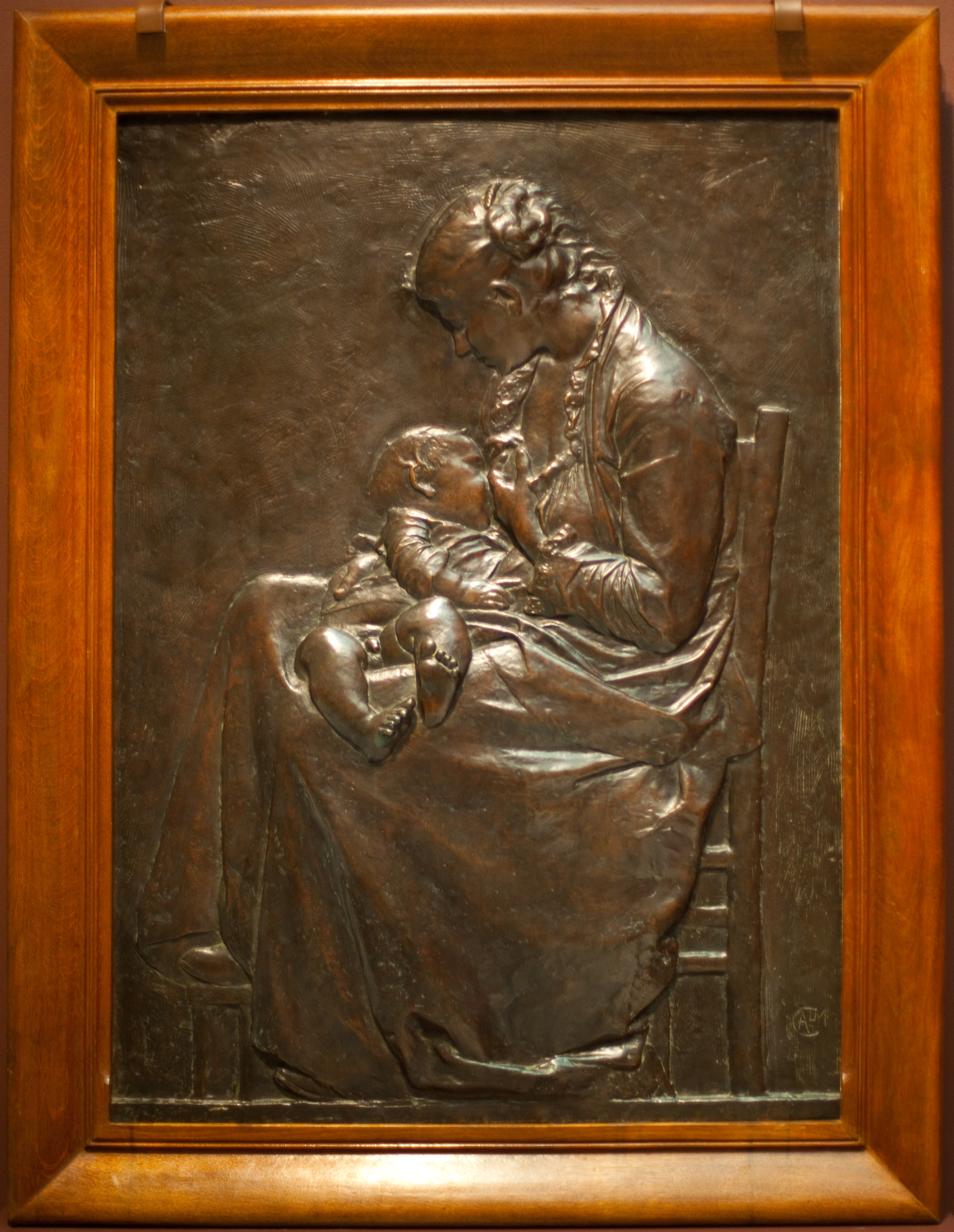
Молодая женщина, кормящая дитя. Между 1883 и 1893. Бронза. Музей искусств Карнеги, Питтсбург, США
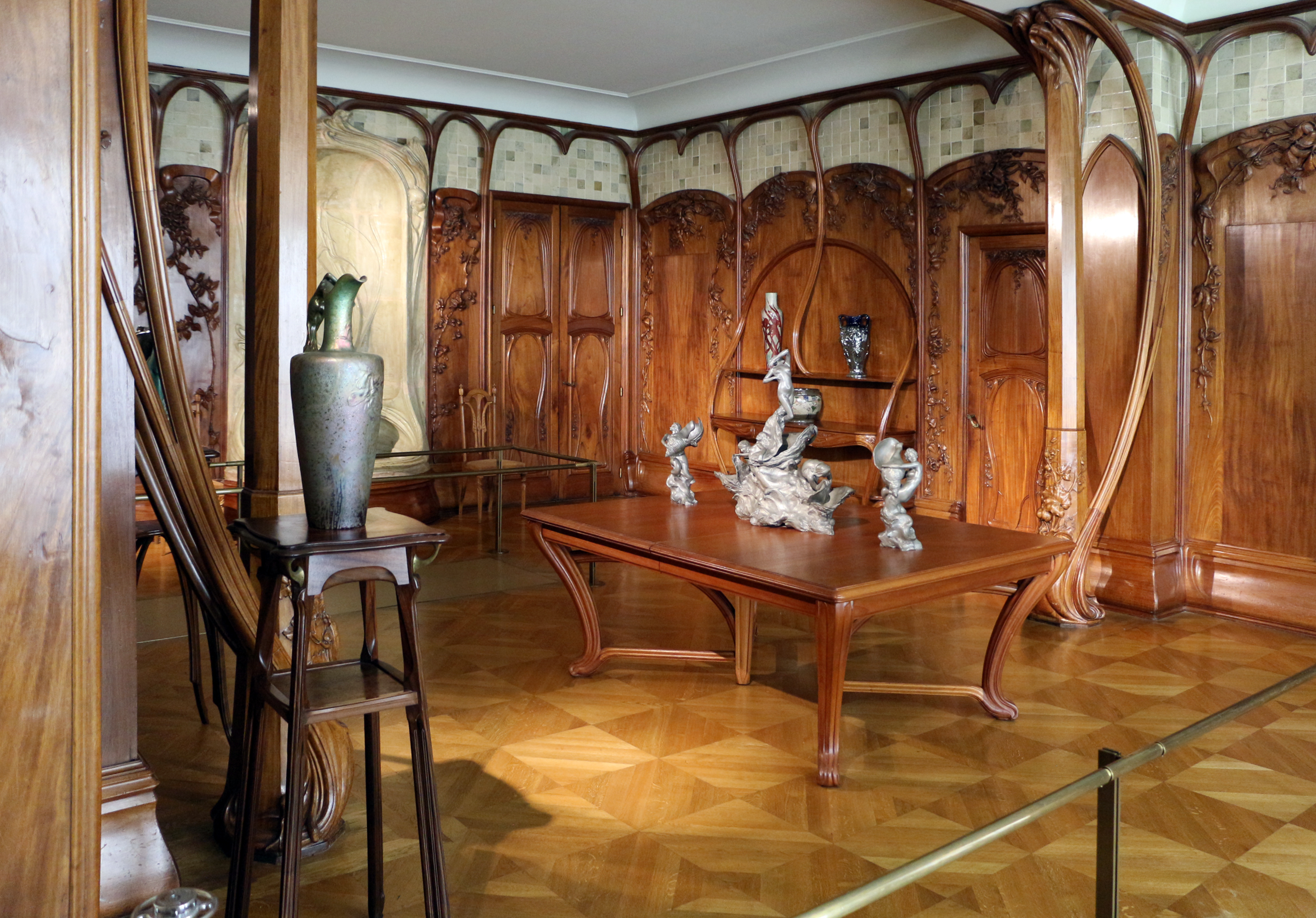
Обеденный зал в стиле модерн ар-нуво. Ок. 1900. музей Орсе, Париж
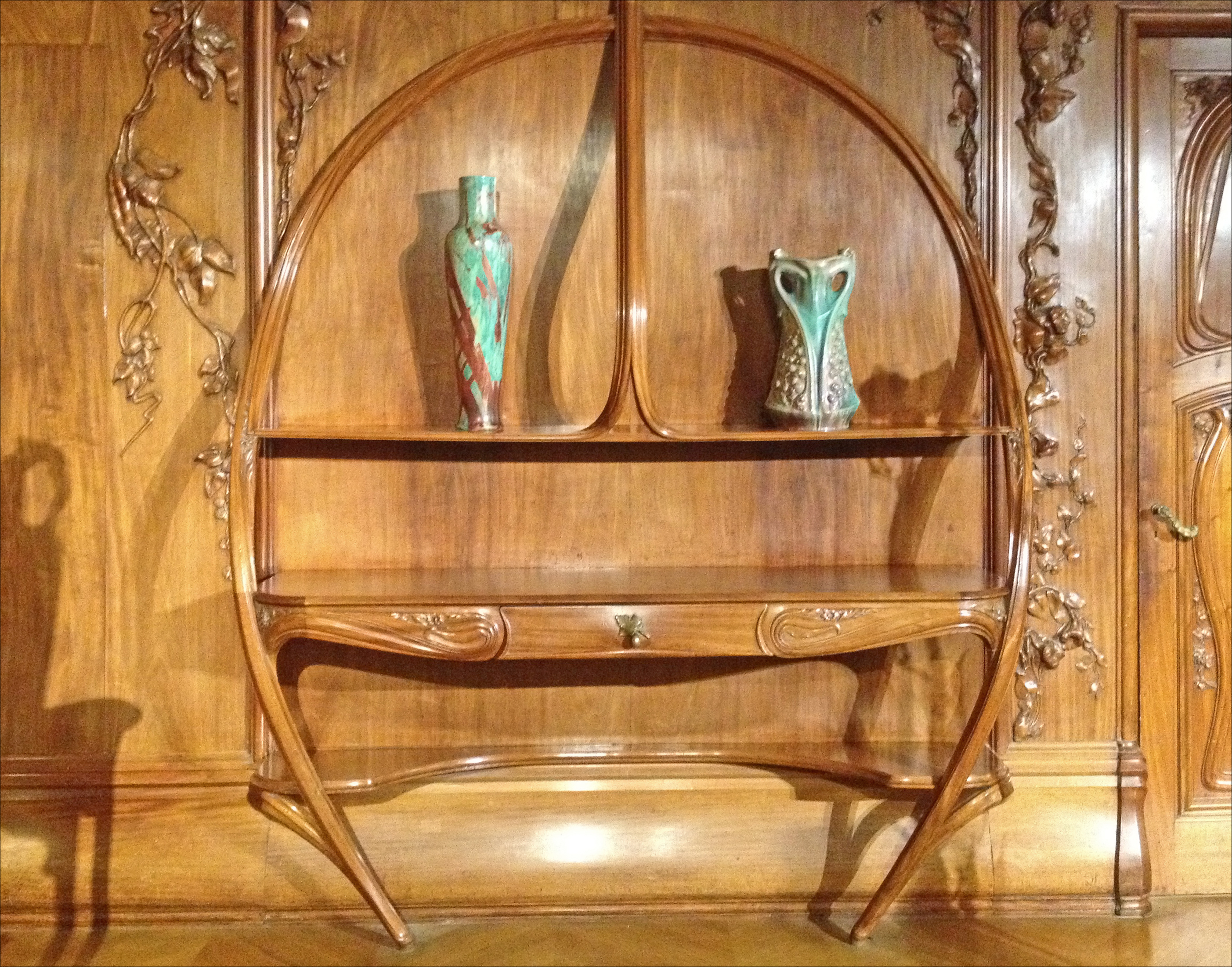
Деталь оформления зала
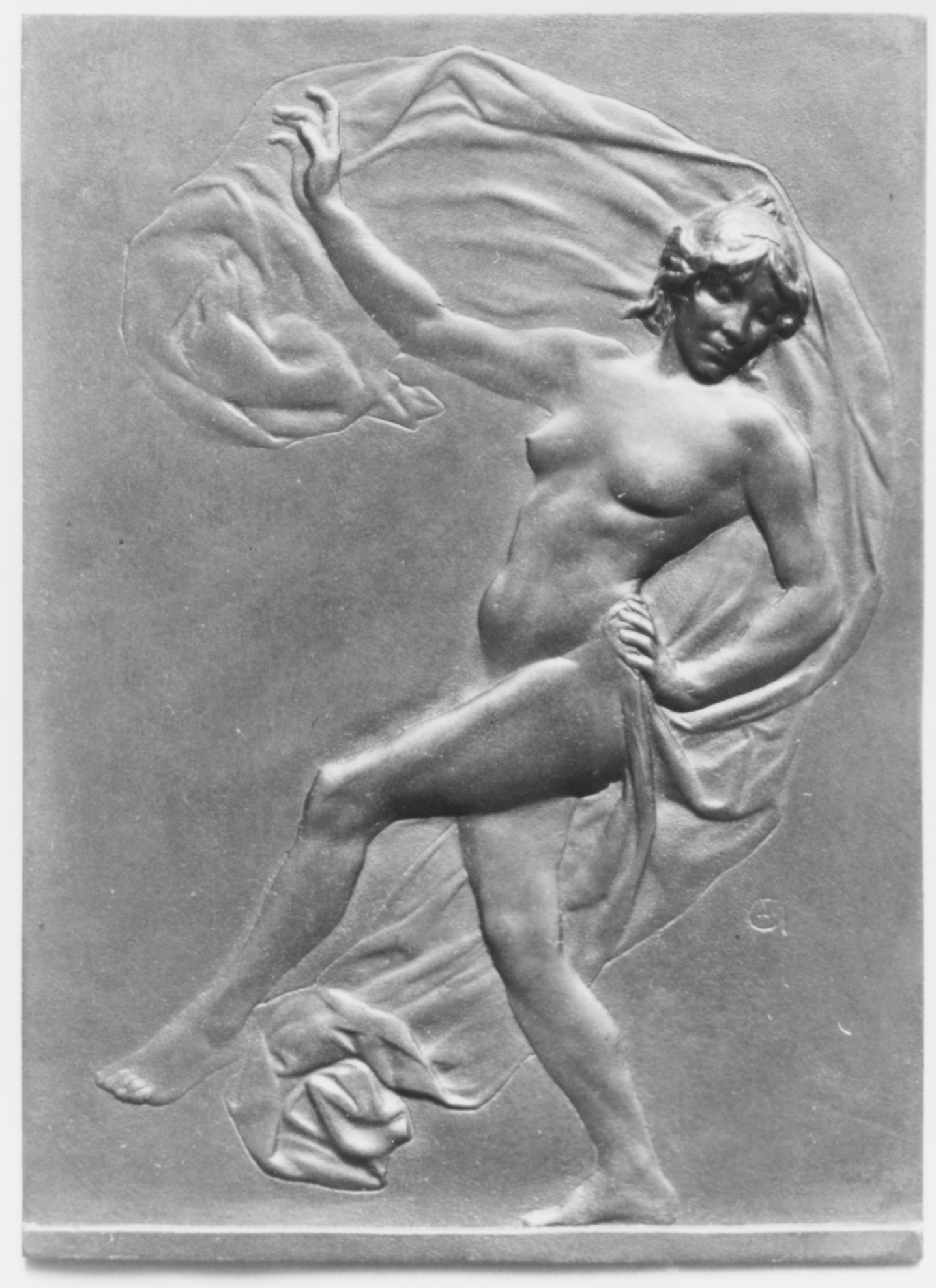
Танцовщица. До 1903. Плакета. Метрополитен-музей, Нью-Йорк